# Šime Đodan
Šime Đodan (Rodaljice, 1927. december 27. – Dubrovnik, 2007. október 2.) horvát politikus, közgazdász, a jugoszláv emigráció egyik fontos személyisége. A Horvát Köztársaság 3. honvédelmi minisztere.

## Élete és pályafutása

### Ifjúkora és tanulmányai
Šime Đodan a Benkovac melletti Rodaljice faluban született. Apja Jure Ninčević Đodan, a falu jegyzője és Marija Kamber gyermekeként. Az olasz megszállás idején iskolai tanulmányait félbeszakította, mert édesapja nem engedte, hogy olasz nyelvű bizonyítványt kapjon. Apja a csetnikek elleni harcban, partizánként halt meg 1944-ben. Đodan 1943 óta működött együtt a Népi Felszabadító Mozgalommal (NOP), majd 1944-ben csatlakozott a Népi Felszabadító Hadsereg (NOV) és a Jugoszláv Partizán Különítmények (POJ) hadműveleti egységeihez, ahol a háború végéig maradt. A háború alatt többször megsebesült. Szakaszparancsnokként és századparancsnokként szolgált. A háború alatt károlyvárosi katonai kiképzésen is részt vett, majd a háború után 1949-ben diplomázott a belgrádi Katonai-Politikai Főiskolán, 1953-ban pedig a Ćuprijai Felsőfokú Katonai Tüzér Akadémián. 1944-től 1956-ig hadnagyként szolgált a jugoszláv haditengerészetnél, s közben a zágrábi és banjalukai gimnázium felső tagozatait járta és végezte el  Végül hadnagyként szerelt le a hadseregből.
1960-ban a Zágrábi Egyetem Jogi Karán szerzett diplomát, majd a következő évben a Politikai Gazdasági Tanszéken asszisztensnek választották. Előmenetele nagyon könnyű volt, mert egy megölt harcos fiaként, egykori partizánként, valamint a Jugoszláv Kommunista Párt tagjaként kitűnő káderlappal rendelkezett, ráadásul kiváló tanuló, szorgalmas és ambiciózus ember volt. Hat év alatt irigylésre méltó tudományos karriert épített fel magának. 1961-ben politikai gazdaságtant tanított a jogi karon. 1962-ben Hágába kapott ösztöndíjat posztgraduális és makrogazdasági tanulmányaihoz. 1964-ben jogi doktorátust, 1965-ben pedig közgazdasági doktorátust szerzett a Zágrábi Egyetem Közgazdaságtudományi Karán. 1967-ben egyetemi adjunktus lett. Tudományos pályafutása során több könyvet és tanulmányt publikált az árutermelésről, a gazdasági fejlődésről és az értéktörvény működéséről, valamint Horvátország gazdasági helyzetéről.

### Politikai pályafutása
Đodant a Jugoszláv Kommunisták Szövetsége Központi Bizottságának a politikai és gazdasági élet liberalizációjának folyamatát megállító 1968-as brioni plénuma és az ezzel kapcsolatos hallgatói zavargások vezették be a politikába, majd később a „horvát tavasz” idején a Matica hrvatska gazdasági titkáraként és elnökségi tagjaként kapcsolódott be teljesen a politikai eseményekbe. A horvát tavasz nagy nyomot hagyott Đodanban, aminek következtében politikus és Horvátország gazdasági kizsákmányolásának teoretikusa lett. Horvátországnak a volt Jugoszlávia általi kizsákmányolásával foglalkozó tézisekhez és elméletekhez tanára és mentora, Rudolf Bićanić háború előtti munkáiban keresett és talált ihletet, főleg tanulmányaiban és a Horvát Parasztpártnak (HSS) a horvát kérdés gazdasági alapjairól szóló 1938-as politikai pamfletjében. A Stipe Šuvarral a Kolában, a Naši temamiban és Vjesnikben folytatott elméleti és politikai polémia során Đodan 1971-től a tömegmozgalom egyik fő ideológusává nőtte ki magát. Ebben az időszakban elméletét és elméleti elemzéseit a nyilvános vitákban, tömeggyűléseken és fórumokon népszerűsítette. Az a tény, hogy Josip Broz Tito maga kérte letartóztatását, sokat mond Đodannak a közvéleményre gyakorolt hatásáról.
1972-ben Đodant letartóztatták. A nyomozás és a tárgyalás 1974-ig tartott. Hat év börtönbüntetésre ítélték, és ebből ötöt a lepoglavai börtönben töltött. Életének legnehezebb szakaszában egyedül az egyetem tanári kara viselkedett vele rendkívül korrekten. Bogdan Zlarić például az akkori hatóságok megdöbbenésére, a vizsgálat idejére határozatot írt Đodan munkaviszonyának felfüggesztéséről, amely lehetővé tette, hogy a politikai üldözés áldozatának szolgálati ideje ne szakadjon meg és folyamatosan fizetést kapjon.
Đodan Franjo Tuđman horvát köztársasági elnök különmegbízottjaként került vissza ismét a közéletbe. A rendszerváltás után két cikluson keresztül volt a horvát parlament tagja. Első mandátuma 1990-től 1992-ig, a második ciklusa pedig 1992-től 1995-ig tartott. Közben július 2. és 17. között a Horvát Köztársaság védelmi minisztere volt. Đodan miniszteri mandátuma mindössze tizenöt napig tartott, így ő lett a legrövidebb miniszter Horvátországban. 1991 és 1992 között a Matica hrvatska alelnöke, valamint a Horvát Demokratikus Közösség (HDZ) elnökségének tagja volt. Politikai életét ellentmondásos retorika jellemezte, a leghírhedtebb egy 1991 augusztusi sinji megjegyzése, amely szerint a szerbek „kisebb agyúak” és „hegyes fejűek”. Šime Đodan 2007. október 2-án, 79 éves korában, hosszan tartó betegség után egy dubrovniki kórházban hunyt el. Temetése 2007. október 5-én volt Dubrovnikban.

## Fő művei
- Zakon vrijednosti i odnos tržišta i plana, Zagreb, 1969.
- Ekonomska politika Jugoslavije, Zagreb, 1970.
- Yugo tragedija, Zagreb, 1990.
- Hrvatsko pitanje 1918-1990, Zagreb, 1991.
- Agonija boljševizma, Zagreb, 1991.
- Bosna i Hercegovina - hrvatska djedovina: kroz povijesna vrela, Zagreb, 1994.
- Borba za Hrvatsku, Zagreb, 1998.
- Crvena Hrvatska - Dubrovnik i Boka od Kotora, 2003.

## Fordítás
Ez a szócikk részben vagy egészben  a(z)   Šime Đodan című horvát Wikipédia-szócikk ezen változatának fordításán alapul.  Az eredeti cikk szerkesztőit annak laptörténete sorolja fel. Ez a jelzés csupán a megfogalmazás eredetét és a szerzői jogokat jelzi, nem szolgál a cikkben szereplő információk forrásmegjelöléseként.